# 麴紹
麹绍（?—?），东魏荥阳郡（今河南省荥阳市）人，善于占卜。
侯景想要试验他，让他和郭生都占卜两个伏牛哪个先起。卜得火兆，郭生说：“红牛先起。”麹绍说：“青牛先起。”侯景问为什么，郭生说：“火色是红的，故知红牛先起。”麹绍说：“火将燃烧，烟先起。烟上色青，故知青牛起。”既而如麹绍之言。

## 延伸阅读
[在维基数据编辑]
 《北史·卷089》，出自李延壽《北史》